# 公教学校司铎修会教堂 (维也纳)
公教学校司铎修会教堂（Piaristenkirche Maria Treu）是一座罗马天主教的本堂区圣堂，属于公教学校司铎修会，巴洛克风格，位于奥地利维也纳的约区（第八区）。1949年被封为宗座圣殿。
堂内有8个附属小堂，壁画为Franz Anton Maulbertsch绘于1752–53年。
海顿的《战争时代弥撒》（Missa in Tempore Belli）又名“鼓乐弥撒”（Paukenmesse）与1796年12月26日在此首演。